# Công an thành phố Hải Phòng
Công an thành phố Hải Phòng là cơ quan Công an cấp thành phố trực thuộc Trung ương ở Việt Nam, thuộc hệ thống tổ chức của lực lượng Công an nhân dân Việt Nam tại Hải Phòng. Công an thành phố Hải Phòng có trách nhiệm tham mưu cho Bộ Công an, Thành ủy Hải Phòng, Ủy ban Nhân dân Thành phố Hải Phòng về bảo vệ an ninh quốc gia và giữ gìn trật tự, an toàn xã hội; chủ trì và thực hiện thống nhất quản lí Nhà nước về bảo vệ an ninh quốc gia, giữ gìn trật tự, an toàn xã hội trên địa bàn thành phố Hải Phòng; trực tiếp đấu tranh phòng, chống âm mưu, hoạt động của các thế lực thù địch, các loại tội phạm và các vi phạm pháp luật về an ninh quốc gia, trật tự, an toàn xã hội; tổ chức xây dựng lực lượng Công an thành phố cách mạng, chính quy, tinh nhuệ và từng bước hiện đại.
- Trụ sở: Số 1, 2, 3 Lê Đại Hành, quận Hồng Bàng, thành phố Hải Phòng

## Lãnh đạo hiện nay
- Giám đốc: Thiếu tướng Vũ Thanh Chương
- Phó Giám đốc, Thủ trưởng Cơ quan An ninh điều tra: Đại tá Đào Quang Trường[1]
- Phó Giám đốc, Thủ trưởng Cơ quan Cảnh sát điều tra: Đại tá Lê Nguyên Trường[2]
- Phó Giám đốc, Thủ trưởng Cơ quan quản lý Thi hành án hình sự, Thủ trưởng Cơ quan quản lý tạm giữ, tạm giam: Đại tá Bùi Trung Thành[3]
- Phó Giám đốc: Đại tá Phạm Viết Dũng
- Phó Giám đốc: Đại tá Lê Trung Sơn

## Tổ chức

### Khối Cơ quan
- Khối An ninh
  1. Phòng An ninh đối ngoại (PA01)
  2. Phòng An ninh đối nội (PA02)
  3. Phòng An ninh chính trị nội bộ (PA03)
  4. Phòng An ninh kinh tế (PA04)
  5. Phòng An ninh mạng và phòng chống tội phạm sử dụng công nghệ cao (PA05)
  6. Phòng Kỹ thuật nghiệp vụ (PA06)
  7. Phòng Ngoại tuyến (PA07)
  8. Phòng Quản lý xuất nhập cảnh (PA08)
  9. Phòng An ninh điều tra (PA09)
  10. Phòng Tình báo (PB01)
- Khối Cảnh sát
  1. Văn phòng Cơ quan CSĐT (PC01)
  2. Phòng Cảnh sát hình sự (PC02)
  3. Phòng Cảnh sát kinh tế (PC03)
  4. Phòng Cảnh sát điều tra tội phạm về ma túy (PC04)
  5. Phòng Cảnh sát phòng chống tội phạm về môi trường (PC05)
  6. Phòng Cảnh sát Quản lý hành chính về trật tự xã hội (PC06)
  7. Phòng Cảnh sát PCCC & CNCH (PC07)
  8. Phòng Cảnh sát giao thông (PC08)
  9. Phòng Kỹ thuật hình sự (PC09)
  10. Phòng Cảnh sát thi hành án hình sự và hỗ trợ tư pháp (PC10)
  11. Phòng Cảnh sát cơ động (PK02)
  12. Trại tạm giam Công an thành phố Hải Phòng
  13. Trại giam Phi Liệt
- Khối Hậu cần
  1. Phòng Hậu cần (PH10)
  2. Phòng Tài chính (PH01)
  3. Bệnh viện Công an thành phố Hải Phòng (PH06)
- Khối Xây dựng lực lượng
  1. Phòng Tổ chức cán bộ (PX01)
  2. Phòng Tham mưu (PV01)
  3. Thanh tra Công an thành phố Hải Phòng (PX05)
  4. Trung tâm huấn luyện và bồi dưỡng nghiệp vụ Công an thành phố Hải Phòng (PX02)
  5. Cơ quan UBKT Đảng ủy Công an thành phố (PX06)
  6. Phòng Hồ sơ (PV06)
  7. Phòng Công tác Đảng và công tác Chính trị (PX03)
  8. Phòng Xây dựng phong trào bảo vệ An ninh Tổ quốc (PV05)
  9. Ban Chuyên đề An ninh Hải Phòng (PX04) (ấn phẩm của Báo Công an nhân dân từ ngày 01/03/2021)

### Khối Đơn vị trực thuộc
- Các đơn vị công an cấp xã của Hải Phòng

## Khen thưởng
- Huân chương Chiến công hạng Nhất[4]

## Giám đốc qua các thời kỳ
| Thứ tự | Tên             | Cấp bậc, Quân hàm | Thời gian tại nhiệm | Chức vụ                              | Ghi chú                                                                          |
| ------ | --------------- | ----------------- | ------------------- | ------------------------------------ | -------------------------------------------------------------------------------- |
| 1      | Dương Khắc Thụ  | Đại tá            | giữa thập kỷ 80     | Giám đốc Công an thành phố Hải Phòng |                                                                                  |
| 2      | Trần Bá Thiều   | Thiếu tướng       | ? – 2010            | Giám đốc Công an thành phố Hải Phòng | sau là Trung tướng, Tổng cục trưởng Tổng cục Chính trị Công an nhân dân Việt Nam |
| 3      | Đỗ Hữu Ca       | Thiếu tướng       | 2011 - 2019         | Giám đốc Công an thành phố Hải Phòng |                                                                                  |
| 4      | Lê Ngọc Châu    | Đại tá            | 2019                | Giám đốc Công an thành phố Hải Phòng | hiện nay là chủ tịch ủy ban nhân dân tỉnh Hải Dương                              |
| 5      | Vũ Thanh Chương | Thiếu tướng       | 2019 - nay          | Giám đốc Công an thành phố Hải Phòng | nguyên Giám đốc Công an tỉnh Hải Dương                                           |

## Phó Giám đốc qua các thời kỳ
| Thứ tự | Tên                 | Cấp bậc, Quân hàm | Thời gian tại nhiệm | Chức vụ                                  | Ghi chú |
| ------ | ------------------- | ----------------- | ------------------- | ---------------------------------------- | --- |
| 1      | Phạm Hiệp           | Đại tá            | ? - ?               | Phó Giám đốc Công an thành phố Hải Phòng | |
| 2      | Lê Quốc Trân        | Đại tá            | 2009 - 2011         | Phó Giám đốc Công an thành phố Hải Phòng | sau là Giám đốc Sở Cảnh sát Phòng cháy chữa cháy thành phố Hải Phòng |
| 3      | Dương Tự Trọng      | Đại tá            | 2009 - 2011         | Phó Giám đốc Công an thành phố Hải Phòng | con trai của Đại tá Dương Khắc Thụ, nguyên Giám đốc Công an thành phố Hải Phòng, sau là Phó Cục trưởng Cục Cảnh sát quản lý hành chính về trật tự xã hội, Bộ Công an (Việt Nam) bị Cơ quan An ninh điều tra Bộ Công an khởi tố bắt tạm giam vào ngày 22/2/2013 |
| 4      | Nguyễn Trọng Phượng | Đại tá            | 2009 - 2017         | Phó Giám đốc Công an thành phố Hải Phòng | |
| 5      | Nguyễn Bình Kiên    | Đại tá            | ? - 2013            | Phó Giám đốc Công an thành phố Hải Phòng | |
| 6      | Nguyễn Văn Sóng     | Đại tá            | ? - ?               | Phó Giám đốc Công an thành phố Hải Phòng | |
| 7      | Nguyễn Văn Coỏng    | Đại tá            | 2016 - 2019         | Phó Giám đốc Công an thành phố Hải Phòng | |
| 8      | Nguyễn Quốc Hùng    | Đại tá            | ? - 2020            | Phó Giám đốc Công an thành phố Hải Phòng | nay là Thiếu tướng, Cục trưởng Cục Cảnh sát quản lý hành chính về trật tự xã hội |
| 9      | Phạm Viết Dũng      | Đại tá            | 2018 - nay          | Phó Giám đốc Công an thành phố Hải Phòng | |
| 10     | Nguyễn Bình Kiên    | Đại tá            | 2018 - nay          | Phó Giám đốc Công an thành phố Hải Phòng | |
| 11     | Mai Xuân Thắng      | Đại tá            | 2018 - nay          | Phó Giám đốc Công an thành phố Hải Phòng | |
| 12     | Lê Nguyên Trường    | Đại tá            | 2018 - nay          | Phó Giám đốc Công an thành phố Hải Phòng | |
| 13     | Bùi Trung Thành     | Đại tá            | 2018 - nay          | Phó Giám đốc Công an thành phố Hải Phòng | |
| 14     | Đào Quang Trường    | Đại tá            | 2018 - nay          | Phó Giám đốc Công an thành phố Hải Phòng | |
| 15     | Lê Trung Sơn        | Đại tá            | 2018 - nay          | Phó Giám đốc Công an thành phố Hải Phòng | |

## Thủ trưởng Cơ quan Cảnh sát điều tra qua các thời kì
| Thứ tự | Tên              | Cấp bậc, Quân hàm | Thời gian tại nhiệm | Chức vụ                                                          | Ghi chú |
| ------ | ---------------- | ----------------- | ------------------- | ---------------------------------------------------------------- | ------- |
| 1      | Phạm Hiệp        | Đại tá            | ? - 2004            | Thủ trưởng Cơ quan Cảnh sát điều tra Công an thành phố Hải Phòng |         |
| 2      | Đỗ Hữu Ca        | Đại tá            | ? - 2011            | Thủ trưởng Cơ quan Cảnh sát điều tra Công an thành phố Hải Phòng |         |
| 3      | Nguyễn Văn Coỏng | Đại tá            | 2016 - 2019         | Thủ trưởng Cơ quan Cảnh sát điều tra Công an thành phố Hải Phòng |         |
| 4      | Lê Nguyên Trường | Đại tá            | 2019 - nay          | Thủ trưởng Cơ quan Cảnh sát điều tra Công an thành phố Hải Phòng |         |

## Thủ trưởng Cơ quan An ninh điều tra qua các thời kì
| Thứ tự | Tên              | Cấp bậc, Quân hàm | Thời gian tại nhiệm | Chức vụ                                                         | Ghi chú |
| ------ | ---------------- | ----------------- | ------------------- | --------------------------------------------------------------- | ------- |
| 1      | Đào Quang Trường | Đại tá            | 2019 - nay          | Thủ trưởng Cơ quan An ninh điều tra Công an thành phố Hải Phòng |         |

## Thủ trưởng Cơ quan quản lý Thi hành án hình sự, Thủ trưởng Cơ quan quản lý tạm giữ, tạm giam qua các thời kì
| Thứ tự | Tên             | Cấp bậc, Quân hàm | Thời gian tại nhiệm | Chức vụ | Ghi chú |
| ------ | --------------- | ----------------- | ------------------- | --- | ------- |
| 1      | Bùi Trung Thành | Đại tá            | 2018 - nay          | Thủ trưởng Cơ quan quản lý Thi hành án hình sự Thủ trưởng Cơ quan quản lý tạm giữ, tạm giam - Công an thành phố Hải Phòng |         |

## Giám đốcSởCảnh sát Phòng cháy chữa cháy qua các thời kì
Năm 2018, Sở Cảnh sát Phòng cháy chữa cháy thành phố Hải Phòng được sát nhập vào Công an thành phố Hải Phòng

| Thứ tự | Tên          | Cấp bậc, Quân hàm | Thời gian tại nhiệm | Chức vụ                                                       | Ghi chú |
| ------ | ------------ | ----------------- | ------------------- | ------------------------------------------------------------- | --- |
| 1      | Lê Quốc Trân | Thiếu tướng       | 2011 - 2018         | Giám đốc Sở Cảnh sát Phòng cháy chữa cháy thành phố Hải Phòng | nguyên Phó Giám đốc Công an thành phố Hải Phòng; Tư lệnh đầu tiên và là cuối cùng của Sở Cảnh sát Phòng cháy chữa cháy thành phố Hải Phòng |